# Lilla Skytjärnen
Lilla Skytjärnen är en sjö i Hällefors kommun i Västmanland och ingår i Norrströms huvudavrinningsområde.